# Upper Street
Upper Street er hovedgaden i Islington i London.
Den er en del af hovedvejen A1, og går fra krydset mellem A1, Pentonville Road og City Road, nordover forbi Angel undergrundsstation, forbi Business Design Centre, deler sig ved Islington Green hvor Essex Road tager af, går forbi biografen Screen on the Green, rådhuset og ender ved Highbury and Islington undergrundstation hvor A1 fortsætter som Holloway Road. 
Gaden har mange fashionable butikker, restauranter og teatre, specielt i den nordlige del. Et kendt sted er den nu nedlagte restaurant Granita, hvor Tony Blair og Gordon Brown skal have gjort lederskabet op i Labour Party efter valgsejren. Der er også mange barer, og gaden siges at have flere serveringssteder end nogen anden gade i Storbritannien. 
Der er et antikvitetsmarked ved Camden Passage, og på Chapel Market ved Angel sælges frugt og grønt, tøj og andet. 
I 2005 startede bydelsforvaltningen projektet "Technology Mile", hvor der blev lagt en trådløs internetforbindelse op langs hele gaden. Ved hjælp af routere på lygtepælene kan alle med trådløst netværkskort koble sig til bydelens tjenester og gennem denne til internettet langs hele gaden, også inde på caféer og barer.
51°32′N 0°06′V / 51.54°N 0.1°V